# Podgórzno (Dzierżoniów)
Podgórzno (niem. Höfendorf) – dzielnica Dzierżoniowa, położona w powiecie dzierżoniowskim, w województwie dolnośląskim. Znajduje się ona w południowo-wschodniej części miasta. Jej północną granicą jest rzeka Piława. Obecnie ludność Dzierżoniowa nie używa już tej nazwy.